# Radosław Gilewicz
Radosław Gilewicz (né le 8 mai 1971 à Chełm Śląski) est un footballeur polonais.